# Liste des autoroutes du Luxembourg
Le réseau autoroutier luxembourgeois est un réseau routier composé de six autoroutes, très dense comparé à la faible superficie du Luxembourg, en grande partie éclairé, et totalement gratuit. Il s'étend actuellement sur une longueur de 154 km.

## Organisation

### Caractéristiques générales

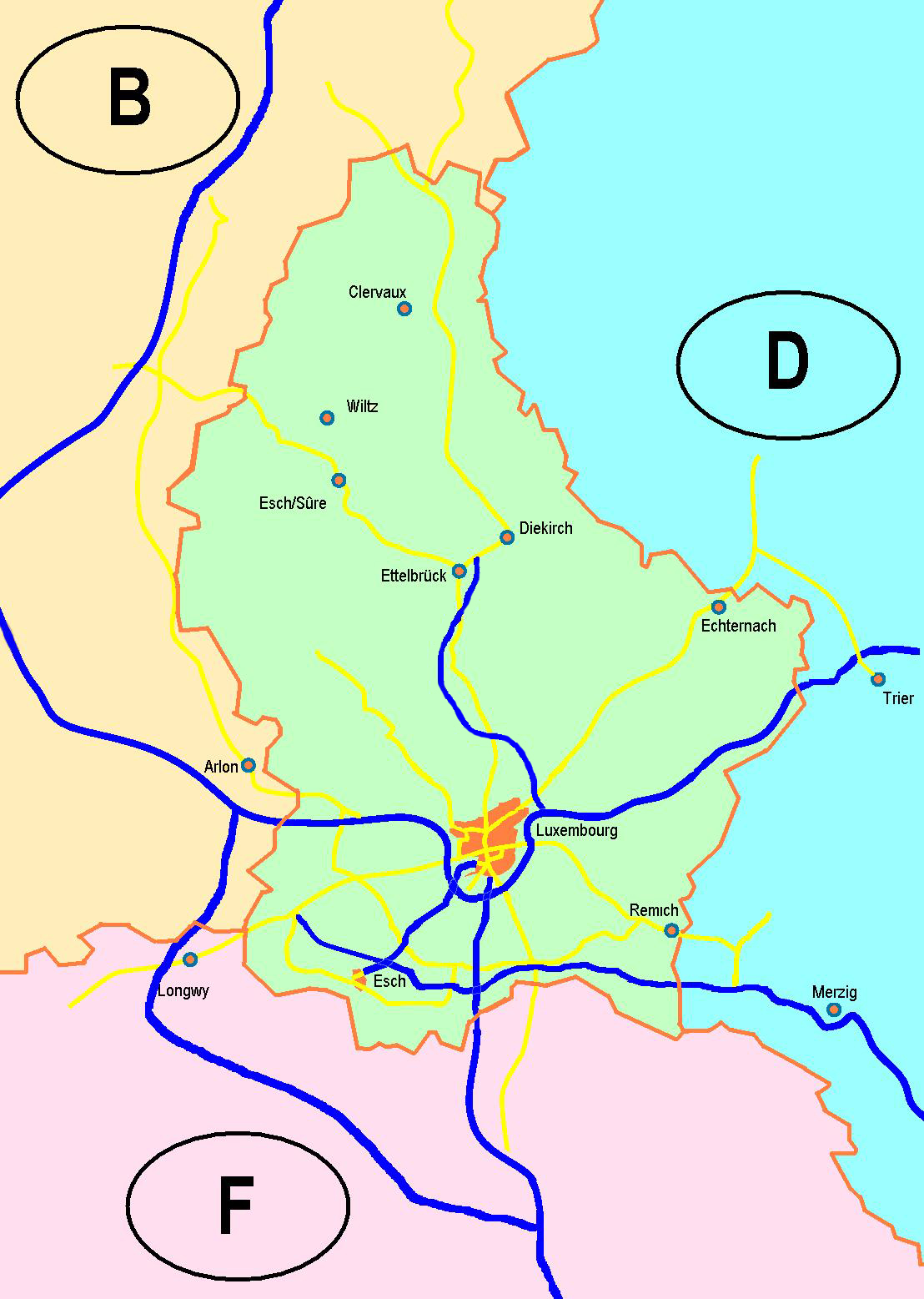
Vue d'ensemble des autoroutes du Luxembourg

Le réseau s'étend sur 154 km et est intégralement géré par l'administration des ponts et chaussées. La vitesse y est limitée à 130 km/h, 110 km/h par temps de pluie. Les autoroutes A3, A4 et A7 sont prolongées par des voies express « B » (luxembourgeois : Autobunn) avec une vitesse limitée à 50 ou 70 km/h et situées pour la plupart dans des zones urbanisées.
Ce réseau d'autoroutes participe aux réseaux autoroutiers européens.

### Numérotation
À l'origine, les routes nationales luxembourgeoises étaient numérotées suivant le sens des aiguilles d'une montre (avec la ville de Luxembourg au centre), à partir de la N1 vers Trêves (est) jusqu'à la N7 vers le nord. La numérotation des autoroutes suit globalement cette même logique.

## Liste

### Autoroute de Trèves
- Longueur : 36 km
- Parcours : de Luxembourg à Wasserbillig
- Villes à proximité de l'A1 : Luxembourg, Grevenmacher et Wasserbillig pour finir à la  frontière allemande joignant l’ allemande en direction de Trèves et Coblence
- Elle traverse 2 cantons de l'A1 : Luxembourg et Grevenmacher
- Ouverte entre 1969 et 1996

### Autoroute de Dudelange
- Longueur : 11 km
- Parcours : de Luxembourg à Dudelange
- Villes à proximité de l'A3 : Luxembourg, Bettembourg et Dudelange pour finir à la  frontière française joignant l’ en direction de Metz et Thionville
- Elle traverse 2 cantons de l'A3 : Luxembourg et Esch-sur-Alzette
- Ouverte entre 1978 et 1981

### Autoroute d'Esch
- Longueur : 18 km
- Parcours : de Luxembourg à Esch-sur-Alzette
- Villes à proximité de l'A4 : Luxembourg, Mondercange et Esch-sur-Alzette pour finir à la  frontière française joignant la  en direction de Villerupt et Audun-le-Tiche
- Elle traverse 2 cantons de l'A4 : Luxembourg et Esch-sur-Alzette
- Ouverte entre 1969 et 2023

### Autoroute d'Arlon
- Longueur : 21 km
- Parcours : de Luxembourg à Steinfort
- Villes à proximité de l'A6 : Luxembourg, Mamer et Steinfort pour finir à la  frontière belge joignant l’ en direction d'Arlon, Bruxelles et Liège
- Elle traverse 2 cantons de l'A6 : Luxembourg et Capellen
- Ouverte entre 1976 et 1981

### Autoroute du Nord
- Longueur : 31 km
- Parcours : de Luxembourg à Ettelbruck
- Villes à proximité de l'A7 : Luxembourg, Mersch et Colmar-Berg pour finir à Ettelbruck
- Elle traverse 3 cantons de l'A7 : Luxembourg, Mersch et Diekirch
- Ouverte entre 2000 et 2015

### Collectrice du Sud / Liaison avec la Sarre
- Longueur : 41 km
- Parcours : de Pétange à Schengen
- Villes à proximité de l'A13 : Pétange, Esch-sur-Alzette, Dudelange, Mondorf-les-Bains et Schengen pour finir à la  frontière allemande joignant l’ allemande en direction de Sarrebruck, Merzig
- Elle traverse 2 cantons de l'A13 : Esch-sur-Alzette et Remich
- Ouverte entre 1994 et 2003